# Брюс Лоґан (веслувальник)
Брюс Лоґан (англ. Bruce Logan, 2 березня 1886 — 24 листопада 1965) — британський академічний веслувальник.
Срібний призер Олімпійських Ігор 1912 року в складі розпашної четвірки зі стерновим.